# Frodegruppen40
 Der er for få eller ingen kildehenvisninger i denne artikel, hvilket er et problem. Du kan hjælpe ved at angive troværdige kilder til de påstande, som fremføres i artiklen.

Frodegruppen40 er en dansk lyrikgruppe med eksperimenterende litterært og musikalsk indhold. Gruppens frontfigur, digteren Jens Blendstrup, læser egen poesi op akkompagneret af baggrundsmusik der spænder over et spektrum fra jazz og blues til rock og electronica. 

## Lyrik
Lyrikken er affattet og fremført på dansk i et ofte drengerøvsagtigt sprog, hvilket albumnumrenes titel bærer præg af. Lyrikken rummer imidlertid også intelligente absurde indfald og fantasifuldt billedsprog, hvor sex og fækalier flettes ind i alle mulige emner, såsom jagt, græsslåning, fliselægning og sågar elinstallation. 
Nummeret "John danser grøntsag" er en hyldest til journalisten og historikeren John Danstrup, der var kendt i 1960'erne med sin markante stemme som udenrigspolitisk kommentator i Horisont på DR[kilde mangler]. Nummeret er bl.a. fremført i Den 11. time på DR2.
I 2012 udkom gruppens 3. album, Angst i det postmoderne samfund. På det album træder det humoristiske mere i baggrunden og den pessimistiske tone, som har ligget under de tidligere udgivelser, træder tydligere frem specielt i numre som "Jeg hørte hun var død i en Tsunami", som bl.a. handler om en kvinde, der mister sin familie i tsunamien 26. december 2004.

## Medlemmer
- Jens Blendstrup, digter og vokal.
- Per Götz: elektronik, guitar, computer og de særeste ting
- Niels Tue Blendstrup: klaver og keyboards
- Anders Koch: guitar
- Søren Høgh Hansen: elektronik (2001-2004)
- Anna Pepke: keyboard, kor, sang, theremin mm. (2005-2013)
- Claus Schrøder Nielsen: bas, guitar, trommer (2004-2013)

Derudover har følgende medvirket på udgivelser:

Trine Andersen, sang; Kasper Schulz, trommer; Merete Mongstad, sang og harmonika; Niels Henrik Svarre Nielsen, vokal; Niels Ivar Larsen, kor; Thomas Krogsbøl, kor; Jesper Bernt, kor; David Simonsen, trompet.

## Udgivelser

### Piksvingeri & negerlege (ELEKTROLYT/DØK/DVP 2001 - Mono000 CD/2x10")
1. Elinstallationen stinker af fisse
2. Græsslåning 1
3. Daggry i A-baal Bagsværd
4. Nu stævner kæmpekvinden ud
5. Infantilitus
6. Har du set noget til krabaten
7. De har bygget en bautasten
8. Græsslåning 2
9. Landdigt
10. Vi lægger fliser
11. Tvangfrit forbundet
12. Sidsel Adele Hansen er død
13. Oh Else
14. Svejsefesten
15. Den gamle symbolist
16. Så pisser vi

### John danser grøntsag (ELEKTROLYT 2007 - Mono002 CD)
1. John danser grøntsag
2. Nej, nej, nej og atter nej, jeg gider ikke købe dine 20 watts højtalere
3. Vi har en hylende hilsen ind fra højre til Frodegruppen40

### Du ligner noget fra en pejs (ELEKTROLYT/DVP november 2008 - Mono004 LP/CD)
1. Jeg er Elvis idag
2. Rasmus Trads taler til nationen gennem sin søstersæggeleder
3. Tak til orkanen Dennis
4. Sømandshjemspolka
5. Den tredobbelte bartender
6. Onkel fra Gisseløre
7. Selvangivelse
8. Ondskab 3
9. John danser grøntsag
10. Ondskab 1
11. Din mand har tisset i busken igen
12. Du kommer tilbage Villo

### Angst i det postmoderne samfund (ELEKTROLYT 2012 - Mono008 LP/CD)
1. Mine knogler
2. Jeg hørte hun var død i en Tsunami
3. Dockorna
4. Shhh det er nat
5. Elsker du mig
6. Sussie i mørket
7. Pip
8. Mine kogler

### Solformørkelse over Duddies blomster (ELEKTROLYT 2016 - Mono013 LP/CD)
1. Annika
2. Her boede Noah
3. Hjørnblødning
4. Roxy
5. Har du nogensinde prøvet
6. Termonstat
7. Harriet
8. Tosse Anna
9. Ditte fra Lyngvej
10. Narkotræer
11. Røde Jette